# Pseudochirops
Genre
Les Pseudochirops forment un genre de mammifères marsupiaux, comprenant 5 espèces. Les espèces de Pseudochirops sont réparties entre la Province du Queensland, en Australie (P. archerii) et l'île de Nouvelle-Guinée (toutes les autres espèces).
Trois des espèces présentes en Nouvelle-Guinée sont considérées menacées par l'UICN - notamment en raison de la déforestation et de la dégradation des habitats. 

## Liste d'espèces
Selon ITIS:
- Pseudochirops albertisii (Peters, 1874)
- Pseudochirops archeri (Collett, 1884) photo
- Pseudochirops corinnae (Thomas, 1897)
- Pseudochirops coronatus (Thomas, 1897)
- Pseudochirops cupreus (Thomas, 1897)